# Jurong (Zhenjiang)

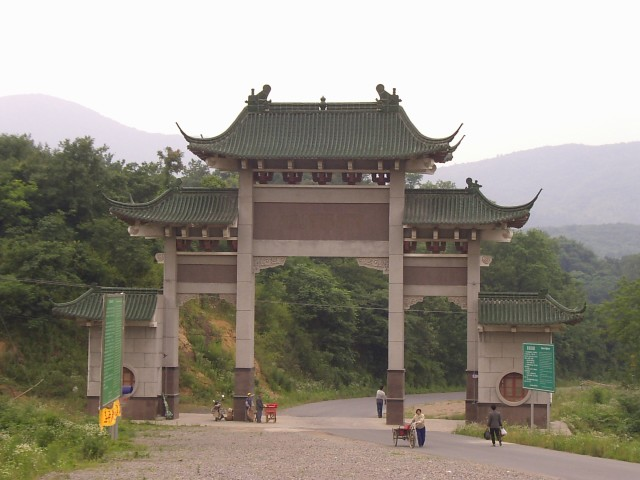
Longchang-Tempel auf dem Berg Baohua Shan

Die Stadt Jurong (句容市,  Jùróng Shì) ist eine kreisfreie Stadt im südwestlichen Teil der Provinz Jiangsu in der Volksrepublik China, die zum Verwaltungsgebiet der bezirksfreien Stadt Zhenjiang gehört. Jurong hat eine Fläche von 1.378 km². Per Jahresende 2012 hatte sie eine registrierte Bevölkerung von 588.400 Einwohnern und eine ansässige Bevölkerung von 622.200 Einwohnern.
Jurong liegt auf dem südlichen Ufer des Jangtsekiang in etwa 45 Kilometern Entfernung von der Provinzhauptstadt Nanjing, Zhenjiang ist ebenfalls etwa 45 Kilometer entfernt. Das Klima ist subtropisch mit einer Jahresdurchschnittstemperatur von 15 °C und einem Jahresniederschlag von 1000 mm. Das Relief ist eben bis hügelig mit einigen niedrigen Bergen.
Jurong liegt an der Eisenbahnstrecke Shanghai-Nanjing und an der Autobahn Peking-Shanghai. Außerdem führen die Nationalstraßen 104 (Peking-Fuzhou) und 312 (Shanghai-Yining) über das Gebiet von Jurong. Die Stadt hat einen Hafen am Jangtsekiang und Qinhuai He. Der nächstgelegene Flughafen ist der Flughafen Nanjing-Lukou in etwa 35 Kilometern Entfernung.
Zu den Attraktionen für Besucher zählen die Gebirge Baohua Shan, Mao Shan und Chengtou Shan. Im Mao Shan befindet sich der Maoshan Daoyuan, einer der bedeutendsten daoistischen Tempel Chinas. Darüber hinaus gibt es zahlreiche Gebäude aus der Zeit der Tang-, Song-, Yuan-, Ming- und Qing-Dynastie, die Dingshadi-Stätte und eine Erinnerungsstätte an den Kampf der Neuen Vierten Armee gegen die japanische Invasion im Mao Shan-Gebirge.

## Administrative Gliederung
Auf Gemeindeebene setzt sich der Kreis aus drei Straßenvierteln und acht Großgemeinden  zusammen. Die Stadtregierung befindet sich im Straßenviertel Chongming.
- Straßenviertel Huayang (华阳街道)
- Straßenviertel Chongming (崇明街道)
- Straßenviertel Huangmei (黄梅街道)
- Großgemeinde Xiashu (下蜀镇)
- Großgemeinde Baitu (白兔镇)
- Großgemeinde Biancheng (边城镇)
- Großgemeinde Maoshan (茅山镇)
- Großgemeinde Houbai (后白镇)
- Großgemeinde Guozhuang (郭庄镇)
- Großgemeinde Tianwang (天王镇)
- Großgemeinde Baohua (宝华镇)